# Борба с палци
Борбата с палци е игра за двама играчи, в която палците се използват за симулиране на борба. Целта на играта е да затиснете палеца на противника, често с броене до три. Вестник „San Francisco Chronicle“ нарича играта „миниголф на бойните спортове“.

## История
Писателя и хуморист Пол Дейвидсън твърди, че Бернар Дейвидсън (дядото на новелиста Норман Мейлър) е измислил борбата с палци през 1940-те години. Американският копирайтър Джулиан Кьониг твърди, че е изобретил борбата с палци през 1936 г. като момче в лагера Грейлок, САЩ.
Рингът за борба с палци е играчка, използвана за борба с палци. Играчите вкарват палците си в противоположните страни и играят.
Всяка година в Съфолк, Великобритания, се провежда Световен шампионат по борба с палци Thumb Wrestling.